# 西伯利亚山雀

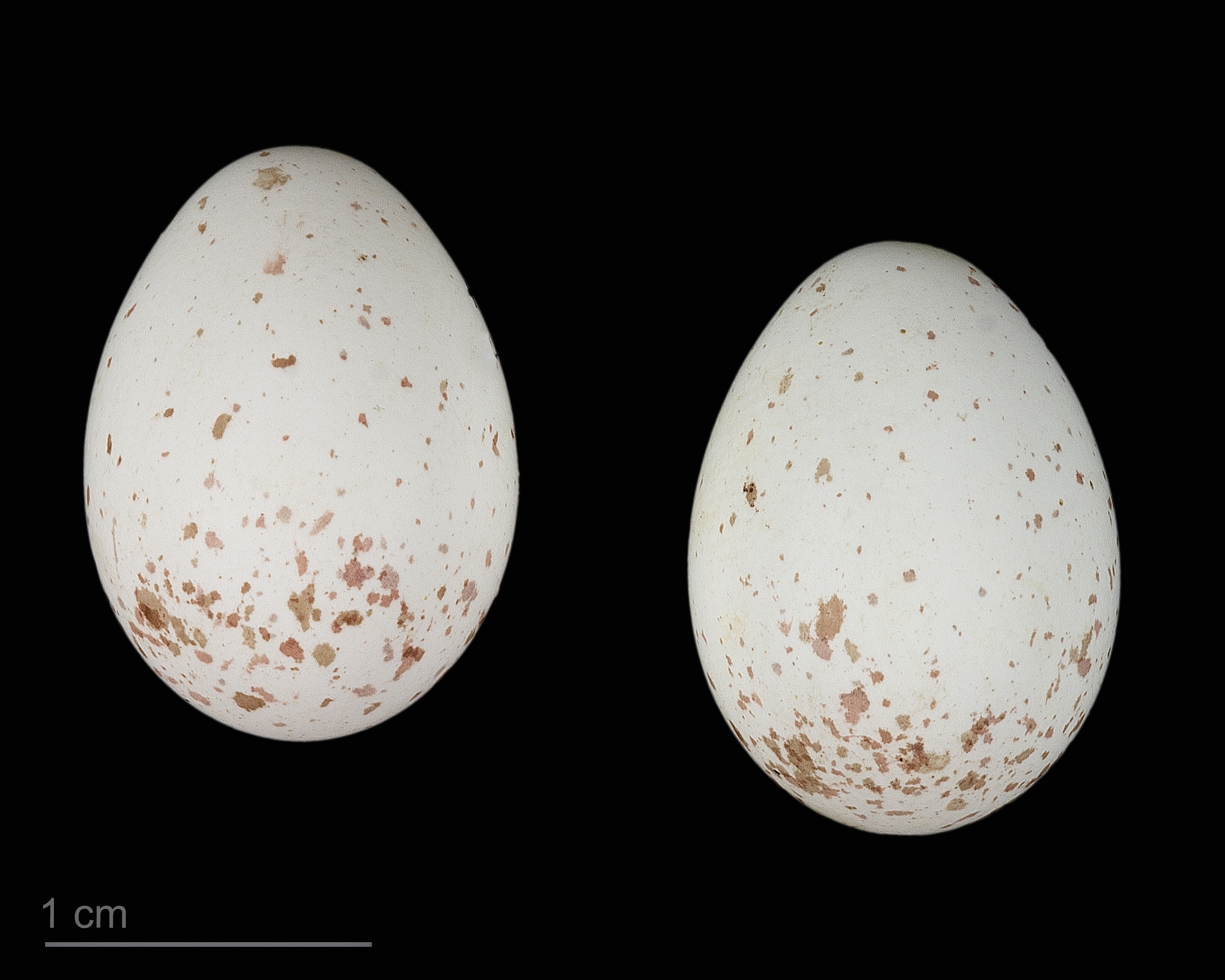
卵 Poecile cinctus lapponicus

西伯利亚山雀（学名：Poecile cinctus）也称灰头山雀，一种分布于欧亚大陆和北美大陆北部地区的雀形目鸟类，隶属于山雀科高山山雀属。本种由荷兰博物学家彼得·博达尔特于1783年描述发表。
西伯利亚山雀目前有4个亚种：
- P. c. lapponicus (Lundahl, 1848) – 斯堪的纳维亚至俄罗斯欧洲地区北部
- P. c. cinctus (Boddaert, 1783) – 俄罗斯欧洲地区东北部至勘察加半岛和蒙古国中北部
- P. c. sayanus Sushkin, 1904 – 西伯利亚南部和蒙古国西北部
- P. c. lathami (Stephens, 1817) – 美国阿拉斯加州和加拿大西北部